# Vlag van Slochteren

De vlag van de gemeente Slochteren.

De vlag van Slochteren is bij raadsbesluit aangenomen op 15 maart 1965. De vlag werd 12 jaar na het verkrijgen van het nieuwe wapen van de gemeente aangenomen. Vanaf 2018 is de vlag niet langer als gemeentevlag in gebruik omdat de gemeente Slochteren in de nieuwe gemeente Midden-Groningen is opgegaan.

## Beschrijving
De vlag wordt als volgt omschreven:
een zwart rood gewapende en een gele vlam spuwende zeedraak ter hoogte van 5/6 van de vlamhoogte op een vijfbanige ondergrond in de kleuren blauw, wit, rood, wit en blauw.
 De kleuren en symbolen (de draak) zijn direct afkomstig van het wapen van de gemeente. Echter de draak in het wapen spuwt geen vuur. Bij de vlag is hier wel voor gekozen om de aardgasvondst in de gemeente tot uiting te brengen. 

## Verwante afbeeldingen

Het wapen van Slochteren
Het heerlijkheidswapen van Slochteren

Adorp 
· Aduard 
· Appingedam 
· Bedum 
· Beerta 
· Bellingwedde 
· Bierum 
· De Marne 
· Delfzijl 
· Eemsmond 
· Eenrum 
· Finsterwolde 
· Grootegast 
· Haren 
· Hefshuizen 
· Hoogezand 
· Hoogezand-Sappemeer 
· Hoogkerk 
· Kloosterburen 
· Leek 
· Leens 
· Loppersum 
· Marum 
· Menterwolde 
· Muntendam 
· Nieuwe Pekela 
· Nieuweschans 
· Oldekerk 
· Oosterbroek 
· Oude Pekela 
· Reiderland 
· Sappemeer 
· Scheemda 
· Slochteren 
· Stedum 
· Ten Boer 
· Termunten 
· Uithuizen 
· Uithuizermeeden 
· Ulrum 
· Vlagtwedde 
· Warffum 
· Wildervank 
· Winschoten 
· Winsum 
· Zuidhorn